# Top Chef Brasil
Top Chef Brasil é um talent show de culinária brasileiro exibido pelo RecordTV. É baseado no formato original Top Chef exibido pela Bravo no Estados Unidos. Tendo como apresentador o chefe Felipe Bronze. Os jurados são o chefe Emmanuel Bassoleil e a chefe Janaína Rueda, que substituiu a jornalista Ailin Aleixo a partir da edição de 2023.

## Formato
O programa consiste em 16 cozinheiros (12 cozinheiros na 4.ª temporada) que competem entre si em busca do prêmio principal, R$ 300 mil.
Um dos grandes diferenciais perante aos outros realities do gênero, como MasterChef Brasil, Batalha de Cozinheiros, Jogo de Panelas e Cozinha Sob Pressão, é que o "Top Chef" coloca os participantes confinados durante toda sua duração até a eliminação.
A quarta temporada estreará no dia 26 de julho de 2023.

## Exibição
| Temporada | Temporada         | Episódios | Exibição original      | Exibição original      |
| Temporada | Temporada         | Episódios | Estreia da temporada   | Final da temporada     |
| --------- | ----------------- | --------- | ---------------------- | ---------------------- |
|           | Top Chef Brasil 1 | 13        | 3 de abril de 2019     | 26 de junho de 2019    |
|           | Top Chef Brasil 2 | 12        | 15 de julho de 2020    | 2 de outubro de 2020   |
|           | Top Chef Brasil 3 | 12        | 24 de setembro de 2021 | 10 de dezembro de 2021 |
|           | Top Chef Brasil 4 | 16        | 26 de julho de 2023    | 14 de setembro de 2023 |

## Apresentação e Juri
| Apresentador(a) | Temporadas | Temporadas | Temporadas | Temporadas |
| Apresentador(a) | 1          | 2          | 3          | 4          |
| --------------- | ---------- | ---------- | ---------- | ---------- |
| Felipe Bronze   |            |            |            |            |

| Jurado(a)          | Temporadas | Temporadas | Temporadas | Temporadas |
| Jurado(a)          | 1          | 2          | 3          | 4          |
| ------------------ | ---------- | ---------- | ---------- | ---------- |
| Emmanuel Bassoleil |            |            |            |            |
| Ailin Aleixo       |            |            |            |            |
| Janaína Rueda      |            |            |            |            |

## Participantes
Até a 3.ª temporada, o Top Chef já contou com 45 participantes oficiais. Entre eles, o estado de São Paulo possui o maior número de participantes, com 17 participantes. Seguido por Rio de Janeiro com oito, Minas Gerais com cinco, Bahia com três, Rio Grande do Sul e Distrito Federal com dois e Amazonas, Ceará, Pará, Paraíba e Paraná com apenas um. Somente 3 estrangeiros participaram do programa: um francês, um italiano e um peruano.
| Temporada         | Estreia                | Final                  | Vencedor(a)      | 2.º lugar        | 3.º lugar        | Outros participantes em ordem de eliminação | Total de participantes | N.º de episódios |
| ----------------- | ---------------------- | ---------------------- | ---------------- | ---------------- | ---------------- | --- | ---------------------- | ---------------- |
| Top Chef Brasil 1 | 3 de abril de 2019     | 26 de julho de 2019    | Giovanna Perrone | Gabriel Vidolin  | Dadis Vilas Boas | Mariane Kolchraiber • Rebecca Lockwood • Florian Bassine • Bia Leitão • Carmem Fialho • Rogério Cadu • Tony Filho • Maíra Knox • Alex Sotero • Marcus Santander • Antonio Mendes • Thiago Cerqueira • Sheilla Furman | 16                     | 13               |
| Top Chef Brasil 2 | 15 de julho de 2020    | 2 de outubro de 2020   | Luciana Berry    | Lara Carolina    | César Scolari    | Matheus Emerick • Rafael Terrassi • Beatriz Buéssio • Kaká Silva • Marê Araújo • Taty Albano • Lucas Ryu • Natália Rios • Michele Petenzi • Maiara Marinho • Bruno Alves                                             | 14                     | 12               |
| Top Chef Brasil 3 | 24 de setembro de 2021 | 10 de dezembro de 2021 | Giovanni Renê    | Cadu Evangelisti | Gab Thalg        | Felipe Salles • Julio César Cardoso • Manu Bressani • Ana Hirata • João Gonçalves • Rodrigo Kossatz • Carol Galindo • Ana Galotta • Emanuele Lopes • Natalia Scavone • Enrique Barrakhuda • Djalma Victor            | 15                     | 12               |
| Top Chef Brasil 4 | 26 de julho de 2023    |                        |                  |                  |                  | |                        |                  |

## Primeira temporada

### Participantes
- As informações referentes à idade e ocupação dos participantes estão de acordo com o momento em que ingressaram no programa.[7]

- As datas de eliminação são os dias em que os episódios foram originalmente ao ar.

| Participante         | Idade | Origem                | Resultado                             |
| -------------------- | ----- | --------------------- | ------------------------------------- |
| Giovanna Perrone     | 23    | Santos                | Vencedora em 26 de junho de 2019      |
| Gabriel Vidolin      | 30    | São João da Boa Vista | 2.º lugar em 26 de junho de 2019      |
| Dadis Vilas Boas     | 29    | São Paulo             | 3.º lugar em 26 de junho de 2019      |
| Sheilla Furman       | 34    | Belo Horizonte        | 13.ª eliminada em 19 de junho de 2019 |
| Thiago Cerqueira     | 31    | Belo Horizonte        | 12.º eliminado em 12 de junho de 2019 |
| Antônio Mendes       | 31    | Rio de Janeiro        | 11.º eliminado em 12 de junho de 2019 |
| Marcus Santander     | 42    | Guaratinguetá         | 10.º eliminado em 5 de junho de 2019  |
| Alex Sotero          | 39    | Rio de Janeiro        | 9.º eliminado em 29 de maio de 2019   |
| Maíra Knox           | 36    | Rio de Janeiro        | 8.ª eliminada em 22 de maio de 2019   |
| Antonio Filho (Tony) | 38    | Jequié                | 7.º eliminado em 15 de maio de 2019   |
| Rogério Cadu         | 23    | Belém                 | 6.º eliminado em 8 de maio de 2019    |
| Carmem Fialho        | 32    | São Sebastião         | 5.ª eliminada em 1 de maio de 2019    |
| Bia Leitão           | 37    | Fortaleza             | 4.ª eliminada em 24 de abril de 2019  |
| Florian Bassine      | 26    | Soissons              | 3.º eliminado em 17 de abril de 2019  |
| Rebecca Lockwood     | 41    | Rio de Janeiro        | 2.ª eliminada em 10 de abril de 2019  |
| Mariane Kolchraiber  | 26    | São Paulo             | 1.ª eliminada em 3 de abril de 2019   |

### Progresso
| Colocação | Participante | Episódio             | Episódio            | Episódio         | Episódio             | Episódio         | Episódio            | Episódio         | Episódio            | Episódio             | Episódio            | Episódio         | Episódio            | Episódio         | Episódio         | Episódio            | Episódio             | Episódio         | Episódio             | Episódio            | Episódio             | Episódio         | Episódio             | Episódio             | Episódio             | Episódio             | Episódio        | Episódio  |
| Colocação | Participante | 1                    | 1                   | 2                | 2                    | 3                | 3                   | 4                | 4                   | 5                    | 5                   | 6                | 6                   | 7                | 7                | 8                   | 8                    | 9                | 9                    | 10                  | 10                   | 11               | 11                   | 11                   | 11                   | 12                   | 12              | 13        |
| --------- | ------------ | -------------------- | ------------------- | ---------------- | -------------------- | ---------------- | ------------------- | ---------------- | ------------------- | -------------------- | ------------------- | ---------------- | ------------------- | ---------------- | ---------------- | ------------------- | -------------------- | ---------------- | -------------------- | ------------------- | -------------------- | ---------------- | -------------------- | -------------------- | -------------------- | -------------------- | --------------- | --------- |
| 1         | Giovanna     | Vencedora do desafio | Imune               | Equipe perdedora | Baixo desempenho     | Médio desempenho | Alto desempenho     | Equipe perdedora | Baixo desempenho    | Alto desempenho      | Baixo desempenho    | Equipe perdedora | Médio desempenho    | Equipe vencedora | Imune            | Médio desempenho    | Vencedora do desafio | Equipe perdedora | Baixo desempenho     | Médio desempenho    | Médio desempenho     | Equipe perdedora | Médio desempenho     | Vencedora do desafio | Imune                | Vencedora do desafio | Alto desempenho | Vencedora |
| 2         | Gabriel      | Alto desempenho      | Imune               | Equipe perdedora | Médio desempenho     | Médio desempenho | Médio desempenho    | Equipe perdedora | Médio desempenho    | Médio desempenho     | Baixo desempenho    | Equipe perdedora | Alto desempenho     | Equipe vencedora | Imune            | Médio desempenho    | Baixo desempenho     | Equipe perdedora | Baixo desempenho     | Médio desempenho    | Médio desempenho     | Equipe vencedora | Médio desempenho     | Médio desempenho     | Baixo desempenho     | Baixo desempenho     | Alto desempenho | 2.º lugar |
| 3         | Dadis        | Médio desempenho     | Baixo desempenho    | Equipe perdedora | Médio desempenho     | Dupla vencedora  | Imune               | Equipe perdedora | Médio desempenho    | Médio desempenho     | Médio desempenho    | Equipe vencedora | Imune               | Equipe vencedora | Imune            | Alto desempenho     | Médio desempenho     | Equipe vencedora | Imune                | Médio desempenho    | Baixo desempenho     | Equipe perdedora | Médio desempenho     | Alto desempenho      | Vencedora do desafio | Baixo desempenho     | Alto desempenho | 3.º lugar |
| 4         | Sheilla      | Médio desempenho     | Médio desempenho    | Equipe perdedora | Vencedora do desafio | Alto desempenho  | Médio desempenho    | Equipe vencedora | Imune               | Vencedora do desafio | Imune               | Equipe vencedora | Imune               | Equipe vencedora | Imune            | Médio desempenho    | Alto desempenho      | Equipe perdedora | Vencedora do desafio | Médio desempenho    | Vencedora do desafio | Equipe perdedora | Vencedora do desafio | Alto desempenho      | Imune                | Baixo desempenho     | Eliminada       |           |
| 5         | Thiago       | Alto desempenho      | Imune               | Equipe perdedora | Alto desempenho      | Dupla perdedora  | Médio desempenho    | Equipe perdedora | Vencedor do desafio | Médio desempenho     | Médio desempenho    | Equipe perdedora | Médio desempenho    | Equipe perdedora | Médio desempenho | Médio desempenho    | Médio desempenho     | Equipe vencedora | Imune                | Vencedor do desafio | Vencedor do desafio  | Equipe vencedora | Alto desempenho      | Médio desempenho     | Eliminado            |                      |                 |           |
| 6         | Antônio      | Alto desempenho      | Imune               | Equipe vencedora | Imune                | Alto desempenho  | Médio desempenho    | Equipe vencedora | Imune               | Baixo desempenho     | Médio desempenho    | Equipe perdedora | Vencedor do desafio | Equipe vencedora | Imune            | Vencedor do desafio | Imune                | Equipe vencedora | Imune                | Baixo desempenho    | Baixo desempenho     | Equipe vencedora | Alto desempenho      | Médio desempenho     | Eliminado            |                      |                 |           |
| 7         | Marcus       | Médio desempenho     | Médio desempenho    | Equipe perdedora | Alto desempenho      | Dupla perdedora  | Vencedor do desafio | Equipe perdedora | Vencedor do desafio | Médio desempenho     | Médio desempenho    | Equipe perdedora | Alto desempenho     | Equipe perdedora | Médio desempenho | Alto desempenho     | Médio desempenho     | Equipe vencedora | Imune                | Médio desempenho    | Eliminado            |                  |                      |                      |                      |                      |                 |           |
| 8         | Sotero       | Médio desempenho     | Alto desempenho     | Equipe vencedora | Imune                | Dupla perdedora  | Baixo desempenho    | Equipe vencedora | Imune               | Médio desempenho     | Médio desempenho    | Equipe vencedora | Imune               | Equipe perdedora | Baixo desempenho | Médio desempenho    | Médio desempenho     | Equipe perdedora | Eliminado            |                     |                      |                  |                      |                      |                      |                      |                 |           |
| 9         | Maíra        | Médio desempenho     | Médio desempenho    | Equipe perdedora | Baixo desempenho     | Alto desempenho  | Médio desempenho    | Equipe perdedora | Médio desempenho    | Médio desempenho     | Alto desempenho     | Equipe perdedora | Alto desempenho     | Equipe perdedora | Alto desempenho  | Médio desempenho    | Eliminada            |                  |                      |                     |                      |                  |                      |                      |                      |                      |                 |           |
| 10        | Tony         | Alto desempenho      | Imune               | Equipe vencedora | Imune                | Dupla perdedora  | Médio desempenho    | Equipe perdedora | Vencedor do desafio | Baixo desempenho     | Médio desempenho    | Equipe perdedora | Baixo desempenho    | Equipe perdedora | Eliminado        |                     |                      |                  |                      |                     |                      |                  |                      |                      |                      |                      |                 |           |
| 11        | Cadu         | Médio desempenho     | Vencedor do desafio | Equipe vencedora | Imune                | Médio desempenho | Médio desempenho    | Equipe perdedora | Médio desempenho    | Alto desempenho      | Vencedor do desafio | Equipe perdedora | Eliminado           |                  |                  |                     |                      |                  |                      |                     |                      |                  |                      |                      |                      |                      |                 |           |
| 12        | Carmem       | Médio desempenho     | Médio desempenho    | Equipe vencedora | Imune                | Dupla vencedora  | Imune               | Equipe perdedora | Baixo desempenho    | Médio desempenho     | Eliminada           |                  |                     |                  |                  |                     |                      |                  |                      |                     |                      |                  |                      |                      |                      |                      |                 |           |
| 13        | Bia          | Médio desempenho     | Baixo desempenho    | Equipe perdedora | Alto desempenho      | Alto desempenho  | Médio desempenho    | Equipe perdedora | Eliminada           |                      |                     |                  |                     |                  |                  |                     |                      |                  |                      |                     |                      |                  |                      |                      |                      |                      |                 |           |
| 14        | Florian      | Alto desempenho      | Imune               | Equipe perdedora | Alto desempenho      | Médio desempenho | Eliminado           |                  |                     |                      |                     |                  |                     |                  |                  |                     |                      |                  |                      |                     |                      |                  |                      |                      |                      |                      |                 |           |
| 15        | Rebecca      | Alto desempenho      | Imune               | Equipe perdedora | Eliminada            |                  |                     |                  |                     |                      |                     |                  |                     |                  |                  |                     |                      |                  |                      |                     |                      |                  |                      |                      |                      |                      |                 |           |
| 16        | Mariane      | Médio desempenho     | Eliminada           |                  |                      |                  |                     |                  |                     |                      |                     |                  |                     |                  |                  |                     |                      |                  |                      |                     |                      |                  |                      |                      |                      |                      |                 |           |

Legenda
| Vencedor da competição Segundo lugar Venceu o desafio Segundo melhor desempenho Não participou da prova Fez parte da Equipe Azul Fez parte da Equipe Laranja Fez parte da Equipe Amarela Fez parte da Equipe Roxa Fez parte da dupla vencedora Fez parte de uma dupla perdedora | Imune Alto desempenho Médio desempenho Baixo desempenho Terceiro pior desempenho Segundo pior desempenho Eliminado Desistente Desqualificado da competição |

## Segunda temporada

### Participantes
- As informações referentes à idade e ocupação dos participantes estão de acordo com o momento em que ingressaram no programa.[8]

- As datas de eliminação são os dias em que os episódios foram originalmente ao ar.

| Participante    | Idade | Origem           | Resultado                                |
| --------------- | ----- | ---------------- | ---------------------------------------- |
| Luciana Berry   | 39    | Salvador         | Vencedora em 2 de outubro de 2020        |
| Lara Carolina   | 25    | Macaé            | 2.º lugar em 2 de outubro de 2020        |
| César Scolari   | 39    | Alvorada do Sul  | 3.º lugar em 2 de outubro de 2020        |
| Bruno Alves     | 37    | Rio de Janeiro   | 10.º eliminado em 25 de setembro de 2020 |
| Maiara Marinho  | 30    | Ribeirão Pires   | 9.ª eliminada em 25 de setembro de 2020  |
| Michele Petenzi | 33    | Ponte San Pietro | 8.º eliminado em 18 de setembro de 2020  |
| Natália Rios    | 32    | São Paulo        | 7.ª eliminada em 11 de setembro de 2020  |
| Lucas Ryu       | 23    | Rinópolis        | 6.º eliminado em 2 de setembro de 2020   |
| Taty Albano     | 37    | Salvador         | 5.ª eliminada em 26 de agosto de 2020    |
| Marê Araújo     | 31    | Ituiutaba        | 4.ª eliminada em 19 de agosto de 2020    |
| Kaká Silva      | 54    | Brasília         | 3.º eliminado em 5 de agosto de 2020     |
| Beatriz Buéssio | 32    | São Paulo        | Desistente em 29 de julho de 2020        |
| Rafael Terrassi | 30    | Bauru            | 2.º eliminado em 22 de julho de 2020     |
| Matheus Emerick | 26    | Brasília         | 1.º eliminado em 16 de julho de 2020     |

### Progresso
| Colocação | Participante | Episódio         | Episódio            | Episódio         | Episódio            | Episódio        | Episódio        | Episódio             | Episódio            | Episódio             | Episódio         | Episódio       | Episódio         | Episódio             | Episódio         | Episódio            | Episódio         | Episódio            | Episódio         | Episódio             | Episódio        | Episódio            | Episódio             | Episódio        | Episódio  |
| Colocação | Participante | 1                | 1                   | 2                | 2                   | 3               | 3               | 3                    | 4                   | 4                    | 5                | 5              | 6                | 6                    | 7                | 7                   | 8                | 8                   | 9                | 9                    | 10              | 10                  | 11                   | 11              | 12        |
| --------- | ------------ | ---------------- | ------------------- | ---------------- | ------------------- | --------------- | --------------- | -------------------- | ------------------- | -------------------- | ---------------- | -------------- | ---------------- | -------------------- | ---------------- | ------------------- | ---------------- | ------------------- | ---------------- | -------------------- | --------------- | ------------------- | -------------------- | --------------- | --------- |
| 1         | Luciana      | Equipe perdedora | Médio desempenho    | Equipe perdedora | Médio desempenho    | Dupla perdedora | Não participou  | Baixo desempenho     | Alto desempenho     | Imune                | Equipe perdedora | Não participou | Equipe vencedora | Imune                | Equipe perdedora | Imune               | Equipe perdedora | Alto desempenho     | Equipe perdedora | Baixo desempenho     | Dupla vencedora | Imune               | Vencedora do desafio | Imune           | Vencedora |
| 2         | Lara         | Equipe perdedora | Médio desempenho    | Equipe vencedora | Imune               | Dupla vencedora | Dupla perdedora | Alto desempenho      | Não participou      | Médio desempenho     | Equipe vencedora | Imune          | Equipe perdedora | Baixo desempenho     | Equipe vencedora | Imune               | Equipe vencedora | Imune               | Equipe vencedora | Imune                | Dupla perdedora | Baixo desempenho    | Baixo desempenho     | Alto desempenho | 2.º lugar |
| 3         | César        | Equipe vencedora | Imune               | Equipe perdedora | Vencedor do desafio | Não participou  | Dupla vencedora | Imune                | Alto desempenho     | Imune                | Equipe vencedora | Imune          | Equipe perdedora | Médio desempenho     | Equipe perdedora | Vencedor do desafio | Equipe perdedora | Vencedor do desafio | Equipe perdedora | Imune                | Dupla perdedora | Baixo desempenho    | Médio desempenho     | Alto desempenho | 3.º lugar |
| 4         | Bruno        | Equipe perdedora | Médio desempenho    | Equipe vencedora | Imune               | Dupla perdedora | Não participou  | Baixo desempenho     | Alto desempenho     | Imune                | Equipe perdedora | Não participou | Equipe vencedora | Imune                | Equipe vencedora | Imune               | Equipe vencedora | Imune               | Equipe vencedora | Imune                | Alto desempenho | Vencedor do desafio | Alto desempenho      | Eliminado       |           |
| 5         | Maiara       | Equipe vencedora | Imune               | Equipe perdedora | Médio desempenho    | Dupla perdedora | Não participou  | Vencedora do desafio | Médio desempenho    | Médio desempenho     | Equipe vencedora | Imune          | Equipe perdedora | Vencedora do desafio | Equipe perdedora | Imune               | Equipe perdedora | Baixo desempenho    | Equipe perdedora | Vencedora do desafio | Dupla vencedora | Imune               | Eliminada            |                 |           |
| 6         | Michele      | Equipe vencedora | Imune               | Equipe vencedora | Imune               | Dupla perdedora | Não participou  | Médio desempenho     | Médio desempenho    | Médio desempenho     | Equipe perdedora | Não participou | Equipe vencedora | Imune                | Equipe vencedora | Imune               | Equipe vencedora | Imune               | Equipe vencedora | Imune                | Alto desempenho | Eliminado           |                      |                 |           |
| 7         | Natália      | Equipe vencedora | Imune               | Equipe perdedora | Alto desempenho     | Não participou  | Dupla vencedora | Imune                | Alto desempenho     | Imune                | Equipe perdedora | Não participou | Equipe vencedora | Imune                | Equipe perdedora | Alto desempenho     | Equipe vencedora | Imune               | Equipe perdedora | Eliminada            |                 |                     |                      |                 |           |
| 8         | Lucas        | Equipe perdedora | Vencedor do desafio | Equipe vencedora | Imune               | Dupla vencedora | Dupla perdedora | Alto desempenho      | Vencedor do desafio | Imune                | Equipe vencedora | Imune          | Equipe perdedora | Médio desempenho     | Equipe perdedora | Alto desempenho     | Equipe perdedora | Eliminado           |                  |                      |                 |                     |                      |                 |           |
| 9         | Taty         | Equipe vencedora | Imune               | Equipe perdedora | Médio desempenho    | Dupla perdedora | Não participou  | Vencedora do desafio | Médio desempenho    | Baixo desempenho     | Equipe perdedora | Não participou | Equipe vencedora | Imune                | Equipe perdedora | Eliminada           |                  |                     |                  |                      |                 |                     |                      |                 |           |
| 10        | Marê         | Equipe perdedora | Baixo desempenho    | Equipe perdedora | Baixo desempenho    | Dupla perdedora | Não participou  | Médio desempenho     | Médio desempenho    | Vencedora do desafio | Equipe vencedora | Imune          | Equipe perdedora | Eliminada            |                  |                     |                  |                     |                  |                      |                 |                     |                      |                 |           |
| 11        | Kaká         | Equipe vencedora | Imune               | Equipe perdedora | Médio desempenho    | Dupla perdedora | Não participou  | Baixo desempenho     | Médio desempenho    | Eliminado            |                  |                |                  |                      |                  |                     |                  |                     |                  |                      |                 |                     |                      |                 |           |
| 12        | Beatriz      | Equipe vencedora | Imune               | Equipe perdedora | Baixo desempenho    | Dupla perdedora | Não participou  | Desistente           |                     |                      |                  |                |                  |                      |                  |                     |                  |                     |                  |                      |                 |                     |                      |                 |           |
| 13        | Rafael       | Equipe perdedora | Médio desempenho    | Equipe perdedora | Eliminado           |                 |                 |                      |                     |                      |                  |                |                  |                      |                  |                     |                  |                     |                  |                      |                 |                     |                      |                 |           |
| 14        | Matheus      | Equipe perdedora | Eliminado           |                  |                     |                 |                 |                      |                     |                      |                  |                |                  |                      |                  |                     |                  |                     |                  |                      |                 |                     |                      |                 |           |

Legenda
| Vencedor da competição Segundo lugar Detentor da Faca de Ouro da semana Venceu o desafio Segundo melhor desempenho Não participou da prova Fez parte da Equipe Azul Fez parte da Equipe Laranja Fez parte da Equipe Verde Fez parte da Equipe Amarela Fez parte da dupla vencedora Fez parte de uma dupla perdedora | Imune Alto desempenho Médio desempenho Baixo desempenho Terceiro pior desempenho Segundo pior desempenho Eliminado Desistente Desqualificado da competição |

## Terceira temporada

### Participantes
- As informações referentes à idade e ocupação dos participantes estão de acordo com o momento em que ingressaram no programa.

- As datas de eliminação são os dias em que os episódios foram originalmente ao ar.

| Participante | Idade | Origem | Resultado |
| ------------ | ----- | ------ | --------- |
|              |       |        |           |

## Quarta Temporada
- As informações referentes à idade e ocupação dos participantes estão de acordo com o momento em que ingressaram no programa.

- As datas de eliminação são os dias em que os episódios foram originalmente ao ar.

| Participante | Idade | Origem | Resultado |
| ------------ | ----- | ------ | --------- |
|              |       |        |           |

### Progresso
|  |  |  |  |  |

Legenda
| Vencedor da competição Segundo lugar Detentor da Faca de Ouro da semana Venceu o desafio Segundo melhor desempenho Não participou da prova Fez parte da Equipe Azul Fez parte da Equipe Laranja Fez parte da Equipe Verde Fez parte da Equipe Amarela Fez parte da dupla vencedora Fez parte de uma dupla perdedora | Imune Alto desempenho Médio desempenho Baixo desempenho Terceiro pior desempenho Segundo pior desempenho Eliminado Desistente Desqualificado da competição |

## Audiência
Todos os números estão em pontos e fornecido pelo IBOPE.
| Temporada | Horário                                 | Episódios | Estreia             | Estreia                | Final                  | Final     | Média geral (em pontos do IBOPE) |
| Temporada | Horário                                 | Episódios | Data                | Audiência              | Data                   | Audiência | Média geral (em pontos do IBOPE) |
| --------- | --------------------------------------- | --------- | ------------------- | ---------------------- | ---------------------- | --------- | -------------------------------- |
| 1         | Quarta-feira, 22:30 e 22:45             | 13        | 3 de abril de 2019  | 6.6                    | 26 de junho de 2019    | 5.6       | 5.7                              |
| 2         | Quarta-feira, 22:30 e 22:45             | 12        | 15 de julho de 2020 | 3.4                    | 2 de outubro de 2020   | 7.6       | 5.5                              |
| 2         | Sexta-feira, 23:00                      | 12        | 15 de julho de 2020 | 3.4                    | 2 de outubro de 2020   | 7.6       | 5.5                              |
| 3         | 24 de setembro de 2021                  | 12        | 5.4                 | 10 de dezembro de 2021 | 4.9                    | 4.5       |                                  |
| 4         | Quarta-feira, 22:45 Quinta-feira, 22:45 | 16        | 26 de julho de 2023 | 4.2                    | 14 de setembro de 2023 | 2.8       | 3.5                              |

- Em 2019, cada ponto equivale a 73.0 mil domicílios ou 200.7 mil pessoas na Grande São Paulo.
- Em 2020, cada ponto equivale a 74.9 mil domicílios ou 203.3 mil pessoas na Grande São Paulo.